# Echinops rubromontanus
Echinops rubromontanus là một loài thực vật có hoa trong họ Cúc. Loài này được Kamelin ex Rassulova & B.A.Sharipova mô tả khoa học đầu tiên năm 1988.